# Don’t Speak
«Don't Speak» — рок-балада гурту No Doubt, що стала третім синглом її третього альбому Tragic Kingdom. Пісня стала підсумком розриву відносин вокалістки групи Гвен Стефані і басиста Тоні Канела, що тривали 7 років.
Пісня була написана Гвен Стефані і Еріком Стефані, продюсером став Меттью Уайлдер. Вона була популярна в багатьох країнах, але не увійшла в хіт-парад Billboard Hot 100, хоча піднялася на перше місце в чарті Billboard Hot 100 Airplay і очолювала його 16 тижнів. «Don't Speak» стала № 1 в чартах Великої Британії, Нової Зеландії, Нідерландів та Австралії. «Don't Speak» — найуспішніший сингл No Doubt, який отримав номінації на «Греммі» в категорії «Пісня року» і «Кращий виступ дуету або гурту».

## Популярність в чартах
Після виходу в світ пісня стала часто крутитися в радіоефірі і незабаром стала найбільш часто виконуваною піснею на радіо в США 1996 року. Пісня очолювала чарт Billboard Hot 100 Airplay 16 тижнів поспіль, встановивши рекорд того часу, який був побитий у 1998 році піснею «Iris» групи Goo Goo Dolls, яка протрималась 18 тижнів.
Пісня також мала успіх в популярних чартах Adult Top 40, Rhythmic Top 40 і Adult Contemporary. «Don't Speak» очолила річний підсумковий чарт Hot 100 Airplay. В інших країнах пісня також стала дуже успішною, зайнявши перші місця в Нідерландах, Великій Британії (де вона протрималася на першому місці 3 тижні), Австралії (8 тижнів на першому місці), Швейцарії (4 тижні на першому місці).

## Відеокліп
На самому початку відео, до того, як звучить музика, вставлена коротка сцена, де Тоні Канел зриває гнилий апельсин з дерева в гаю. Багато телеканалів часто вирізають цей епізод при показі відео. Більша частина дії відбувається в гаражі, де репетирує гурт. В останні моменти мова йде про те, як в ЗМІ на перший план ставлять тільки Гвен, залишаючи інших учасників групи за кадром. В кліпі використані кадри зі зйомок зі спільного концерту No Doubt з Dog Eat Dog і Goldfinger в Нью-Йорку 21 серпня 1996 року. В кінці відео Тоні Канел поміщає апельсин назад на дерево (насправді застосована зворотна зйомка). Кліп отримав премію MTV Video Music Awards в номінації «Краще відео групи» і був номінований у категорії «Відео року» в 1997 році.

## Список композицій
Австралійський, японський CD-максі-сингл
1. «Don't Speak» (альбомна версія) — 4:27
2. «Don't Speak» (альтернативна версія, записана в Новій Зеландії у вересні 1996) — 4:27
3. «Hey You» (акустична версія) — 3:28
4. «Greener Pastures» (з альбому The Beacon Street Collection) — 5:05

Британський, європейський CD-сингл
1. «Don't Speak» (альбомна версія) — 4:27
2. «Greener Pastures» (з альбому The Beacon Street Collection) — 5:05

## Видання
| Країна          | Дата           |
| --------------- | -------------- |
| США             | 15 квітня 1996 |
| Велика Британія | 10 лютого 1997 |

## Чарти
| Чарт (1995-96)                          | Кращий результат |
| --------------------------------------- | ---------------- |
| Swedish Singles Chart                   | 1                |
| U. S. Billboard Top 40 Mainstream       | 1                |
| U. S. Billboard Adult Top 40            | 1                |
| U. S. Billboard Modern Rock Tracks      | 2                |
| U. S. Billboard Rhythmic Top 40         | 9                |
| U. S. Billboard Hot 100 Airplay         | 1                |
| Чарт (1997)                             | Кращий результат |
| Australian ARIA Singles Chart           | 1                |
| New Zealand Singles Chart               | 1                |
| Austrian Singles Chart                  | 2                |
| Finnish Singles Chart                   | 4                |
| French Singles Chart                    | 4                |
| Swiss Singles Chart                     | 1                |
| Norwegian Singles Chart                 | 1                |
| UK Singles Chart                        | 1                |
| U. S. Billboard Top 40 Adult Recurrents | 1                |
| U. S. Billboard Adult Contemporary      | 6                |

### Статус
| Країна    | Статус       | Продажі |
| --------- | ------------ | ------- |
| Австралія | 2хПлатиновий | 140,000 |